# Förkastning

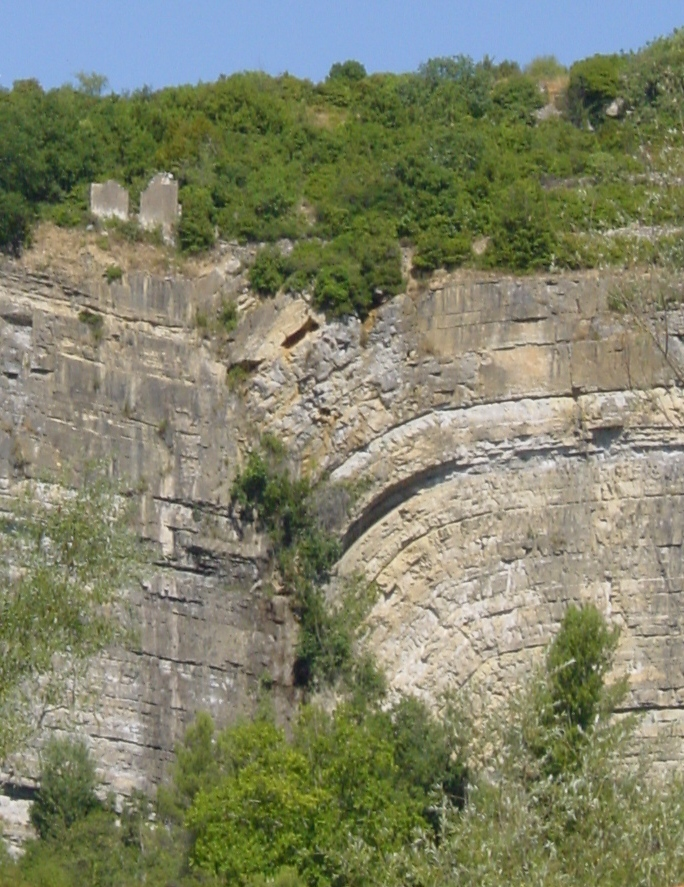
Förkastning i Bedarieux i Frankrike.

Inom geologi är en förkastning en brottyta eller brottzon i ett berg av stratum där det skett en tydlig förskjutning av bergsmassa till följd av rörelse. Den totala rörelsen i en förkastning kan handla om några cm till flera hundra meter eller tiotals mil. Stora förkastningar i jordskorpan beror på plattektoniska krafter, där de största bildar gränserna mellan plattorna, som subduktionszoner eller transformförkastningar. Den energi som frigörs i samband med snabba rörelser på aktiva förkastningar är orsak till flertalet jordbävningar.[källa behövs]

Ett förkastningsplan är det plan som representerar den spruckna ytan av en förkastning. En förkastningslinje eller förkastningsspricka är skärningspunkten mellan ett förkastningsplan och markytan. Den linje som förkastningssprickan utgör är den vanligaste representationen av en förkastning på en geologisk karta.

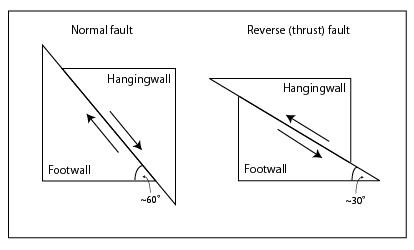
Illustration av en genomskärning av normalförkastning och en revers förkastning

Eftersom en förkastning oftast inte består av en enskild, ren spricka använder geologer ofta begreppet förkastningszon när de refererar till ett område av komplexa deformeringar som förknippas med förkastningsplan.

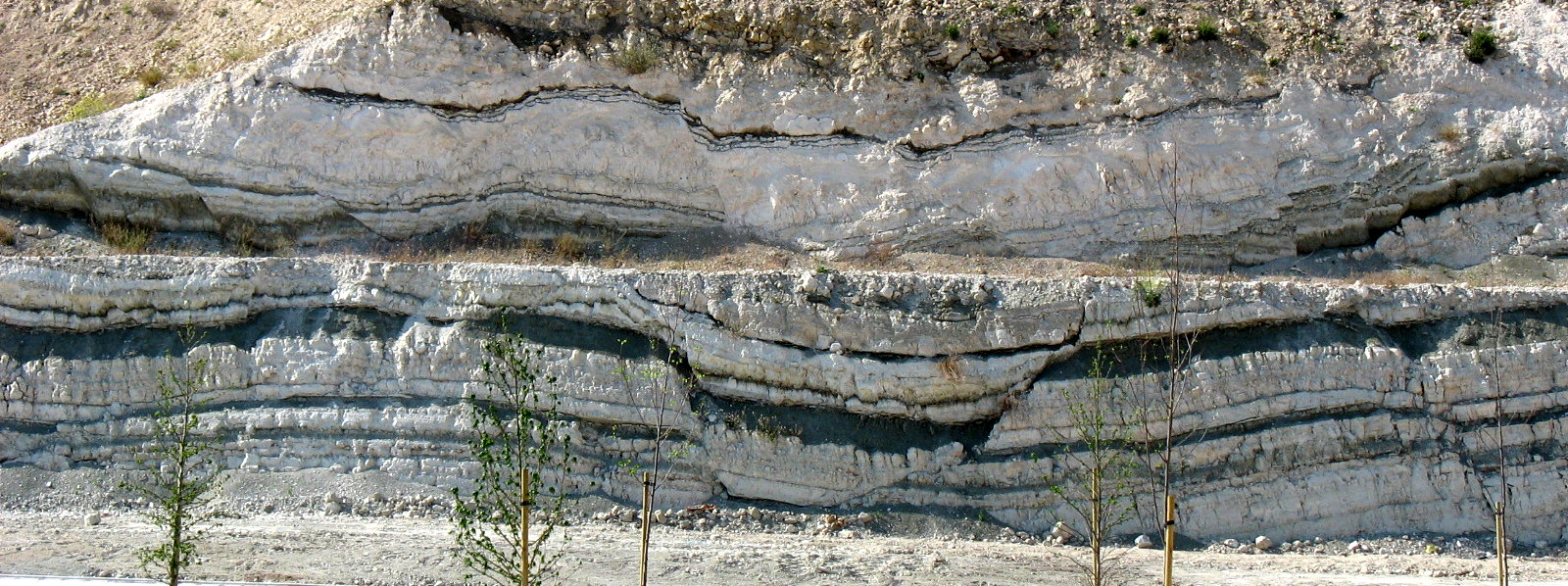
En normalförkastning i Spanien.

De två sidorna i förkastningar kallas för hängvägg och liggvägg. Hängväggen är väggen ovanför förkastningsplanet och liggväggen uppstår under förkastningen. Om hängväggen rör sig nedåt i förhållande till liggväggen så är det en normalförkastning. Om hängväggen rör sig uppåt i relation till liggväggen så är det en revers förkastning. Lågvinkliga reversa förkastningar, mindre än 45°, kallas överskjutningar. Det är denna typ av förkastningar som bland annat givit upphov till den skandinaviska fjällkedjan. En horisontell förkastning, det vill säga två plan som rör sig horisontellt relativt varandra, kallas för en strike-slip-förkastning. San Andreasförkastningen är exempel på en sådan förkastning.[källa behövs]
En förkastning kan få ett landskap att helt byta utseende. I naturen kan man se förkastningar som förkastningsbranter, horstar och gravsänkor.
Förkastning kan även kallas skura, som ingår i exempelvis Skurugata naturreservat och Skuruhatt.